# Amfetamina
L'amfetamina o d, l-amfetamina és un agent adrenèrgic sintètic, potent estimulant del sistema nerviós central. La dexamfetamina (dextro-amfetamina) sorgeix de la separació del compost racèmic (d, l-amfetamina) en les seues dues configuracions òptiques possibles, i l'extracció d'aquella que corresponga isòmer òptic dextrògir.
L'expressió  amfetamines (forma plural de l'anterior) té almenys dues accepcions possibles. La més restringida, s'usa per a referir la tríade formada per les substàncies: amfetamina, dexamfetamina i metamfetamina. Mentre que la més general al·ludeix també als estimulants de tipus amfetamínic (ATS: acrònim anglès de Amphetamine-Type Stimulants). Els ATS són la família farmacològica integrada per compostos amb estructura química anàloga o derivada de la molècula d'amfetamina, amb propietats clíniques similars, i amb grau d'activitat farmacològica (potència) comparable. Aquesta accepció és més freqüent, i és la que utilitzarem en aquest article (excepte indicació en contra). Habilita per a incloure també en el grup de les substàncies amfetamíniques estimulants com el metilfenidat (anàleg estructural) i el dexmetilfenidat; i derivats químics amb propietats entactògenes, com l'MDMA; i anorexígenes, com el fenproporex, el dietilpropió (amfepramona), la fentermina, la benzfetamina, la fendimetrazina, sent aquestes últimes les de menor potència relativa.

## Usos i abusos
Les amfetamines, amfetes o speed són una droga que produeix vivesa, excitació, eufòria i hiperactivitat, de forma similar a altres drogues com la mefedrona, però també irritabilitat i fins i tot deliris de persecució, augment de l'estat d'alerta, tendència a parlar molt, agressivitat i paranoia.
Altres efectes són la sequedat de boca, mal de cap, augment de la freqüència cardíaca, augment de la freqüència respiratòria, augment de la pressió arterial, augment de la temperatura, pupil·les dilatades, febre i sudoració profusa, rubor fàcil, diarrea o restrenyiment, visió borrosa, dificultat per a parlar, convulsions, mareigs, pèrdua de la coordinació, moviments incontrolats (tremolors, prémer les dents, etc.), insomni, pell seca i amb picor, acne.
L'ús prolongat pot produir mal nutrició, deficiències vitamíniques, problemes de la pell, úlceres, trastorns de la son i depressió. El seu abús s'ha associat a dany cerebral que resulta en dificultat per a parlar i disturbis en el pensament.
Els usuaris de grans quantitats d'aquests estimulants poden desenvolupar el que es coneix com a psicosi d'amfetamines, trastorn mental semblant a l'esquizofrènia paranoide.

### Usos concrets
El fàrmac es pot administrar en combinació amb escopolamina com una medecina contra el mareig, els astronautes han emprat aquesta combinació durant les missions en l'espai exterior, alguns entrenaments i la consideren efectiva.
La dextroamfetamina s'ha trobat més eficaç que els antidepressius estàndard per alleujar la depressió entre els pacients amb VIH i també pot augmentar la seva energia. La droga ha ajudat a restaurar el vigor físic i l'actitud mental positiva en les persones grans institucionalitzades, de manera que les persones grans, que havien estat incapaços de tenir cura de si mateixos, van poder tornar a casa. Els experimentadors en els anys 1970 i 1990 van trobar que el fàrmac podia accelerar el ritme de treball sense multiplicar els errors en la realització de tasques. S'ha de fer notar que els resultats de laboratori no es poden extrapolar als llocs de treball en general. La dextroamfetamina pot ajudar a les persones a mantenir un rendiment satisfactori a la feina, mentre que són privats de la son.
Utilització en atletisme. El rendiment esportiu pot millorar-se per la dextroamfetamina, però les substàncies de la classe d'amfetamines generalment estan prohibides per les autoritats esportives reglamentàries.
Molts camioners van ser consumidors de derivats amfetamínics mentre conduïen durant la nit per mantenir-se alerta.
En la Guerra del Golf Pèrsic de 1991, els aviadors nord-americans van utilitzar la droga. Alguns pilots van considerar a la droga una substància fonamental per al funcionament superior de les seves responsabilitats. Una avaluació externa va concloure que l'eficiència i la seguretat millorava quan els pilots estaven sota la influència de la droga.

### Mecanisme d'acció
El mecanisme exacte d'acció no es coneix. La dextroamfetamina estimula l'alliberament de noradrenalina dels receptors adrenèrgics centrals. En dosis més altes, es produeix l'alliberament de dopamina des del sistema mesocorticolímbic i els sistemes de dopamina nigroestriada per inversió dels transportadors de monoamines. La dextroamfetamina també pot actuar com un agonista directe al centre de receptors 5-HT i pot inhibir la monoamino oxidasa (MAO). A la perifèria, es creu que les amfetamines causen l'alliberament de noradrenalina en actuar sobre les terminacions nervioses adrenèrgiques i els receptors alfa i beta. La modulació de les vies serotoninèrgiques pot contribuir a l'efecte tranquil·litzant.

### Inconvenients
En proves amb voluntaris sans es va descobrir que prendre dextroamfetamina suficient per produir eufòria també va ser suficient per produir mania. La droga pot causar un accident cerebro-vascular i normalment s'ha d'evitar si els pacients tenen malaltia del cor, enduriment de les artèries, la pressió arterial alta, glaucoma, hipertiroïdisme, inquietud, i un historial d'abús de drogues actual o passat. Alguns problemes del cor s'han atribuït a diversos anys d'abús de la droga. També s'ha observat dany cerebral.

### Factors d'abús
Investigadors van trobar que els abusadors poden adquirir tolerància als efectes psicològics de la dextroamfetamina mentre que els efectes sobre la pressió arterial segueixen sent forts. Per tant, augmentar la dosi per mantenir un nivell psíquic elevat pot plantejar tant perill a un usuari habituat com algú poc acostumat a la droga.

### Ús en embaràs i lactància
La dextroamfetamina, com qualsevol amfetamina, és excretada en la llet humana. Les mares que prenen dextroamfetamina cal que siguin advertides d'abstenir-se d'alletar. Com amb moltes drogues, els efectes sobre el desenvolupament fetal són desconeguts. Un cas de defecte de naixement greu va ser reportat sobre una dona que va utilitzar dextroamfetamina durant el primer trimestre de l'embaràs, però, la significació d'aquesta instància és incerta en virtut que ella també feia servir lovastatina (un medicament per reduir el colesterol a les persones en greu risc d'atac al cor), i és sabut que la lovastatina per si mateix és considerada altament perillosa per al desenvolupament fetal. S'ha informat sobre una associació estadística entre l'ús matern d'dextroamfetamina i defectes cardíacs en infants. La dextroamfetamina s'ha receptat per al seu ús en l'embaràs sense efectes adversos aparents en els nens, però es considera actualment potencialment perillosa. Les possibles conseqüències mereixen una discussió a fons entre el metge i la pacient embarassada.